# 梁兆棠
梁兆棠，MH（1955年3月4日—），香港教育家，曾任中學校長，亦曾獲政府委任為區議員。

## 背景
梁兆棠生於香港，1962年至1973年就讀九龍聖方濟各英文小學及聖芳濟書院，1974年至1976年到葛量洪教育學院（後發展為香港教育大學）修讀兩年制教育文憑。1976年畢業後任教於香港黃族宗親會黃鳴謙紀念學校，成為校長前曾是該校的課外活動主任。他及後於1988年至1992年及1992年於香港中文大學及香港大學取得小學教育學士及教育行政碩士學位（行政及管理）。現為香港小學資助校長會名譽主席，由1987年起任香港教師中心諮管會，主席、副主席及常委，曾出任香港教育工作者聯會黃楚標學校校長。2004年獲特區政府委任為離島區議員，於2008年再獲委任，並於同年獲頒「行政長官社區服務獎狀」。他亦為中國大陸及香港兩所學校的校監。

## 資料來源
1. 1 2 3 4 5 6  盧子健、何安達. . 天地圖書. 1994: 328.
2. ↑  .   [2018-03-21]. （原始内容存档于2018-03-21）.
3. ↑  .   [2018-03-21]. （原始内容存档于2018-03-21）.
4. ↑  .   [2018-03-21]. （原始内容存档于2018-03-21）.
5. ↑  .   [2018-03-21]. （原始内容存档于2018-03-21）.
6. ↑   (PDF).   [2018-03-21]. （原始内容存档 (PDF)于2018-03-21）.
7. ↑  .   [2018-03-21]. （原始内容存档于2018-03-21）.